# 얼굴신경
얼굴신경(facial nerve), 또는 안면신경(顔面神經)은 일곱 번째 뇌신경이며 간단히 CN VII(cranial nerve VII)라고 쓴다. 얼굴신경은 뇌줄기의 다리뇌에서 나와 얼굴의 표정근육들을 지배하며 혀의 앞쪽 2/3에서 미각을 전달하는 기능을 한다. 일반적인 주행경로는 관자뼈의 얼굴신경관을 타고 이동하여 붓꼭지구멍을 통해 머리뼈를 나간다. 얼굴신경이 뇌줄기에서 시작하는 부분은 갓돌림신경(제6뇌신경)보다는 뒤쪽이고 속귀신경(제8뇌신경)보다는 앞쪽이다.
얼굴신경은 또한 여러 머리와 목의 신경절에 신경절 이전 부교감신경 섬유를 공급한다.
얼굴신경과 중간신경을 통틀어 중간안면신경(nervus intermediofacialis)이라고도 부른다.

## 구조
얼굴신경의 경로는 6개 부분으로 나눌 수 있다.
1. 머리뼈 내부의 부분(intracranial segment)
2. 속귀길(internal auditory canal) 내부 부분(meatal segment)
3. 미로 부분(labyrinthine segment), 속귀길에서 무릎신경절(geniculate ganglion)까지의 구간
4. 고막 부분(tympanic segment), 무릎신경절에서 피라미드 융기(pyramidal eminence)까지의 구간
5. 꼭지 부분(mastoid segment), 피라미드 융기에서 붓꼭지구멍까지의 구간
6. 관자밖 부분(extratemporal segment), 붓꼭지구멍에서 귀밑샘으로의 가지 이후까지의 부분

얼굴신경의 운동부분은 다리뇌의 얼굴신경핵에서 시작하고 얼굴신경의 감각 및 부교감신경 부분은 중간신경에서 시작한다.
뇌줄기에서 얼굴신경의 운동부분과 감각부분은 함께 연결되어 뒤머리뼈우묵을 가로지른다. 그 후에는 속귀길(internal auditory meatus)을 통해 관자뼈 바위부분(petrous part of temporal bone)으로 들어간다. 속귀길을 나오면 얼굴신경은 얼굴신경관을 통해 구불구불하게 주행하며, 얼굴신경관은 미로부분, 고막부분, 꼭지부분으로 나뉜다.
미로부분은 매우 짧고 얼굴신경무릎(geniculum of facial nerve)이라는 날카롭게 구부러진 부분을 형성하며 끝난다. 얼굴신경무릎에는 감각 신경세포체에 대한 무릎신경절이 포함되어 있다. 얼굴신경의 첫 번째 가지인 큰바위신경(greater petrosal nerve)는 이 부분의 무릎신경절에서 갈라진다. 큰바위신경은 날개관(pterygoid canal)을 통해 주행하여 날개입천장신경절(pterygopalatine ganglion)에서 시냅스한다. 큰바위신경의 신경절 이후(postganglionic) 섬유는 눈물샘을 지배한다.
고막부분에서 얼굴신경은 모루뼈(incus) 안쪽의 고실(tympanic cavity)을 통해 주행한다.
피라미드 융기는 얼굴신경의 두 번째로 꺾이는 지점으로 신경은 여기서부터 꼭지부분이 되어 아래쪽으로 주행하다. 얼굴신경관의 관자부분(temporal part)에서 신경은 등자근신경(nerve to stapedius)과 고실끈신경(chorda tympani nerve)을 낸다. 고실끈신경은 혀의 앞쪽 2/3에 미각 섬유를 공급하고 턱밑신경절(submandibular ganglion)과도 시냅스를 형성한다. 턱밑신경절에서 나온 신경절 이후 신경은 혀밑샘(sublingual gland)과 턱밑샘(submandibular gland)에 분포한다.
붓꼭지구멍에서 나올 때 얼굴신경에서 뒤귓바퀴신경(posterior auricular nerve)이 나온다. 그런 다음 얼굴신경은 신경 분포를 받지 않는 귀밑샘을 통과하여 귀밑샘신경얼기(parotid plexus)를 형성하고, 이 신경얼기에서는 얼굴의 표정근육들에 분포하는 5개의 가지들(관자가지, 광대가지, 볼가지, 턱모서리가지, 목가지)이 나온다.

### 머리뼈 안의 가지

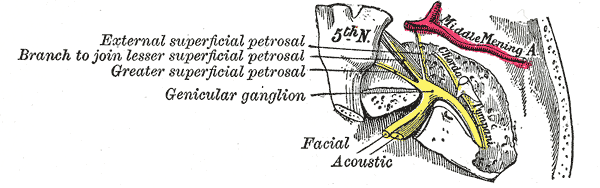
작은바위신경으로 합류하는 교통가지

큰바위신경은 다리뇌의 위침분비핵(superior salivatory nucleus)에서 발생하며 코샘(nasal gland), 입천장샘(palatine gland), 눈물샘, 인두샘(pharyngeal gland)을 포함한 여러 샘을 부교감신경을 통해 지배한다. 또한 나비굴(sphenoid sinus), 이마굴(frontal sinus), 위턱굴(maxillary sinus), 벌집굴(ethmoid sinus), 코안(nasal cavity)에도 부교감신경을 통해 분포한다. 큰바위신경은 또한 입천장에도 큰입천장신경(greater palatine nerve)과 작은입천장신경(lesser palatine nerve)를 내어 맛을 느끼는 역할을 한다.
귀신경절(otic ganglion)에 대한 교통가지는 무릎신경절에서 발생하고 귀신경절에 도달하기 위해 혀인두신경(glossopharyngeal nerve)의 가지인 작은바위신경(lesser petrosal nerve)과 합류한다.
등자근신경은 가운데귀의 등자근(stapedius muscle)에 운동 신경으로 분포한다.
고실끈신경은 혀밑샘과 턱밑샘에 부교감신경으로 분포하며 혀의 앞쪽 2/3에 대한 특수 감각 미각 섬유를 낸다.

### 머리뼈 밖의 가지
붓꼭지구멍보다 먼쪽에서는 다음의 신경들이 얼굴신경에서 갈라져 나온다.
- 몇몇 귀 주변의 머리덮개 근육들의 움직임을 조절하는 뒤귓바퀴신경
- 턱두힘살근의 뒤힘살로 가는 턱두힘살근가지와 붓목뿔근(stylohyoid muscle)으로 가는 붓목뿔근가지
- 귀밑샘신경얼기에서 나오는 얼굴로의 중요한 5개 가지들 – 위에서 아래로의 순서대로 다음과 같다.
  - 관자가지(temporal branch)
  - 광대가지(zygomatic branch)
  - 볼가지(buccal branch)
  - 턱모서리가지(marginal mandibular branch)
  - 목가지(cervical branch)

수술 중 얼굴신경은 다음과 같은 지점들에서 알아보기 좋다.
1. 얼굴신경이 1cm 깊이, 그리고 아래로 내려가 있는 귀구슬(tragus)의 끝[7]
2. 턱두힘살근 뒤힘살에서 고실판(tympanic plate)까지 거꾸로 추적하면, 이 두 구조 사이에서 신경을 찾을 수 있다.
3. 귀밑샘 아래쪽에서 아래턱뒤정맥(retromandibular vein)을 찾는다. 여기서 얼굴신경 턱모서리가지가 가로지르는 걸 찾을 수 있다.
4. 가쪽 반고리관
5. 모루뼈의 발

### 신경핵
얼굴신경의 세포체는 핵 또는 신경절이라고 하는 해부학적 영역으로 묶을 수 있다. 들신경(구심성 신경, afferent nerve)의 세포체는 미각을 감지하기 위한 무릎신경절에서 발견된다. 근육을 움직이기 위한 날신경(원심성 신경, efferent nerve)의 세포체는 얼굴신경운동핵(facial motor nucleus)에서 발견되는 반면 부교감신경 날신경 세포체는 위침분비핵에서 발견된다.

### 발생
얼굴신경은 발생학적으로 둘째 인두활(pharyngeal arch)에서 파생된다. 둘째 인두활은 목뿔뼈(hyoid bone)의 작은뿔(lesser horn)과 몸통 위쪽 형성에 기여하기 때문에 hyoid arch라고도 한다(목뿔뼈의 나머지 부분은 셋째 인두활에 의해 형성됨). 얼굴신경은 표정을 조절하는 근육, 2개의 턱두힘살근, 붓목뿔근, 등자근을 포함하여 제2 인두활에 의해 형성된 근육에 운동 및 감각 신경섬유를 내어 지배한다. 안면 신경의 운동 부분은 배아 다리뇌의 기저판(basal plate)에서 유래하고 감각 분열은 신경능선(neural crest)에서 유래한다.
혀의 앞쪽 2/3는 삼차신경(trigeminal nerve)을 발생시키는 첫째 인두활에서 유래하지만 혀의 모든 신경 분포가 삼차신경에 의해 공급되지는 않는다. 얼굴신경에서 나온 아래턱신경(mandibular nerve, V3)의 가지인 혀신경(lingual nerve)은 일반몸들신경섬유(general somatic afferent fibers)를 통해 혀의 앞쪽 부분에 미각이 아닌 감각(압력, 열, 질감)을 위한 신경섬유를 낸다. 미각을 위한 신경 섬유로는 특수내장들신경섬유(special visceral afferent fibers) 성분으로서 얼굴신경에서 나온 고실끈신경이 분포한다.

## 기능

### 표정
얼굴신경의 주요 기능은 표정근육의 운동 조절이다. 또한 턱두힘살근의 뒤힘살, 붓목뿔근, 가운데귀의 등자근에 분포한다. 이 모든 근육들은 둘째 인두활에서 발달하는 가로무늬근이다.

### 얼굴 감각
또한, 얼굴신경은 고실끈신경을 통해 혀의 앞쪽 2/3에서 미각 정보를 받는다. 고실끈신경에 의해 인식된 미각 정보는 고립로핵(soliteary nucleus)의 미각 부분(gustatory portion, 윗부분)으로 보내진다. 혀의 앞쪽 2/3에서 오는 미각을 제외한 다른 일반적인 감각은 제5 뇌신경(삼차신경)의 세 번째 부분(V3)의 들신경섬유에 의해 전달된다. 이러한 감각(V3) 및 미각(VII) 섬유는 고실끈신경이 바위고막틀틈새(petrotympanic fissure)를 통해 고실안으로 들어가기 전에 잠시 혀신경을 이뤄 함께 이동한다. 형성된 혀신경은 고실끈신경이 지나가는 소관(canaliculus)을 통해 얼굴신경의 나머지 부분과 연결된다. 그 후 얼굴신경은 고실끈신경의 미각섬유, 기타 미각 및 감각 경로의 세포체를 포함하는 무릎신경절을 형성한다. 무릎신경절에서 미각섬유는 얼굴신경의 운동뿌리와 함께 속귀길의 위앞쪽 사분면으로 가는 중간신경으로서 계속된다. 중간신경은 고립로핵에서 시냅스하기 전에 속귀길을 통해 뒤머리뼈우묵에 도달한다.
얼굴신경은 또한 입천장편도(palatine tonsil) 아래의 입인두(oropharynx)에 약간의 들신경섬유를 낸다. 또한 귓바퀴(바깥귀, 외이) 안과 주변의 피부에서 중간신경에 의해 전달되는 소량의 피부 감각이 있다.

### 그 외
얼굴신경은 턱밑샘과 혀밑샘에 고실끈신경을 통해 부교감신경 성분을 낸다. 이 샘들로 가는 부교감신경 신호는 침 분비량을 증가시킨다. 또한 날개입천장신경절을 통해 코 점막이나 눈물샘에도 부교감신경 성분을 낸다. 이 부교감신경 성분들의 시작점은 위침분비핵이다.
얼굴신경은 또한 각막반사(corneal reflex)의 날신경섬유로 작용한다.

### 기능적 성분
얼굴신경은 귀 뒤쪽의 피부로 일반몸들신경섬유(general somatic afferent fiber, GSA)를 낸다.
얼굴신경은 또한 비강의 점막, 혀밑샘, 턱밑샘, 눈물샘을 자극하는 일반내장날신경섬유(general visceral efferent fiber, GVE)를 낸다.
얼굴신경이 낸 특수내장날신경섬유(special visceral efferent fiver, SVE)는 얼굴의 표정근육, 등자근, 턱두힘살근 뒤힘살, 붓목뿔근을 지배한다.
특수내장들신경섬유(special visceral afferent fiber, SVA)는 고실끈신경을 통해 혀의 앞쪽 2/3의 미각을 감지한다.

## 임상적 중요성

### 마비
사람들은 일반적으로 얼굴의 마비 증상을 보이는 급성 안면 신경 마비(acute facial nerve paralysis)로 고통받을 수 있다. 벨 마비(Bell's palsy)는 특발성(idiopathic) 급성 안면 신경 마비의 한 유형으로, 더 정확하게는 얼굴신경을 침범하는 다발성 뇌신경 신경절염(multiple cranial nerve ganglionitis)으로 설명된다. 벨 마비는 대부분 바이러스 감염으로 인해 발생하며 때때로 라임병의 결과로 발생한다. 의인성(iatrogenic) 벨 마비는 치과에서 국소 마취제(아래이틀신경 마취, inferior alveolar nerve block)를 잘못된 위치에 사용하여 발생할 수 있다. 편마비 뇌졸중(hemiplegic stoke)과 비슷하게 보이지만 이런 유형의 벨 마비는 약물과 함께 그 효과가 사라진다. 선천적 기형, 외상 또는 기타 장애로 인해 얼굴신경이 영구적으로 손상된 경우 얼굴의 운동 회복을 돕기 위해 교차 얼굴신경 이식술이나 깨물근신경(masseteric nerve)을 얼굴신경으로 이식하는 수술 등을 시행할 수 있다.  얼굴신경이 압박된 경우 얼굴신경 감압술(facial nerve decompression)을 시행하기도 한다.

### 검사
눈썹에 주름을 지게 하거나, 이빨을 보이게 하기, 얼굴 찡그리기, 눈을 꼭 감기(불가능한 경우는 토끼눈증, lagophthalmos라고 함), 입술을 오므리고 볼을 내밀기와 같은 자발적인 얼굴의 움직임은 모두 얼굴신경을 검사하는 데 사용할 수 있다. 이 동작들에 눈에 띄는 비대칭이 없어야 한다.
중추성 얼굴신경마비(central facial palsy, central seven)라고 하는 위운동신경세포(upper motor neuron) 병변에서는 반대쪽 얼굴의 아래쪽 근육들만 영향을 받는다. 이는 위쪽 얼굴 근육인 이마힘살이나 눈둘레근은 양쪽 신경이 모두 조절하기 때문이다.
아래운동신경세포(lower motor neuron) 병변은 CN VII 마비(벨 마비는 특발성 얼굴신경마비임)를 유발할 수 있으며, 병변과 같은 쪽에서 얼굴의 위쪽과 아래쪽 모두 운동이 약해진다.
혀의 앞쪽 2/3에서 맛이 정상적인지를 통해 얼굴신경 정상 여부를 검사할 수 있다. 구체적으로는 맛이 나는 용액에 담근 면봉이나 전기 자극(배터리에 혀를 넣는 것과 유사)으로 맛이 느껴지는지를 검사할 수 있다.
각막반사에서 정보를 받아들여 뇌로 전달하는 신경은 삼차신경의 일반감각들신경섬유이다. 뇌에서 다시 각막반사를 일으키도록 하는 날신경섬유는 얼굴신경이다. 각막반사가 일어나면 한쪽 눈만 자극해도 양쪽 눈이 모두 깜박이며 반응한다. 이것은 얼굴신경이 눈 깜박임을 담당하는 눈둘레근에 분포하기 때문이다. 따라서 각막 반사를 통해 삼차신경과 얼굴신경이 적절하게 기능하는지 효과적으로 검사할 수 있다.

## 추가 이미지

뇌신경이 표시된 인간 뇌의 아랫면 그림.
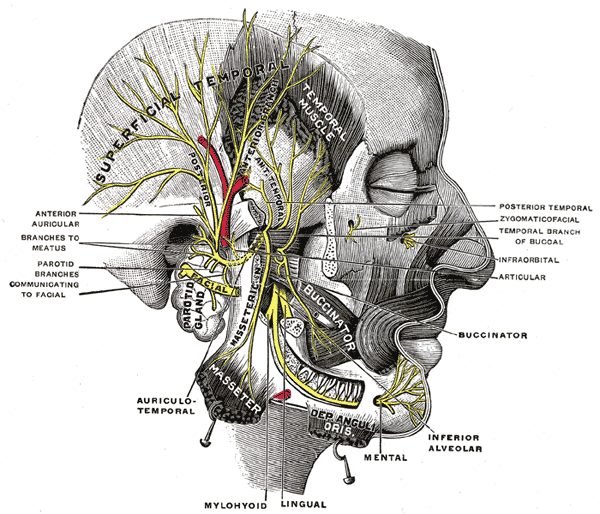
얼굴신경의 아래턱부분.
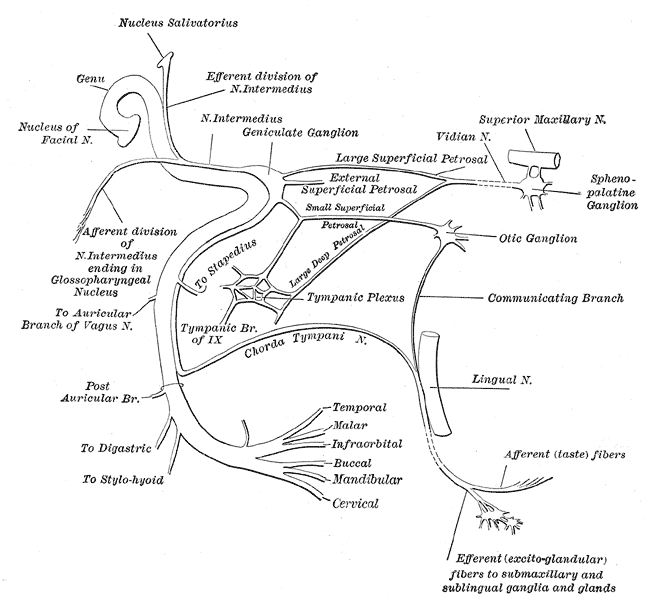
얼굴신경과 중간신경, 그 외 합류하는 다른 신경들의 모식도.
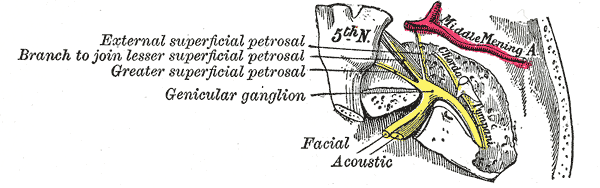
관자뼈에서 얼굴신경의 주행 경로와 연결 .
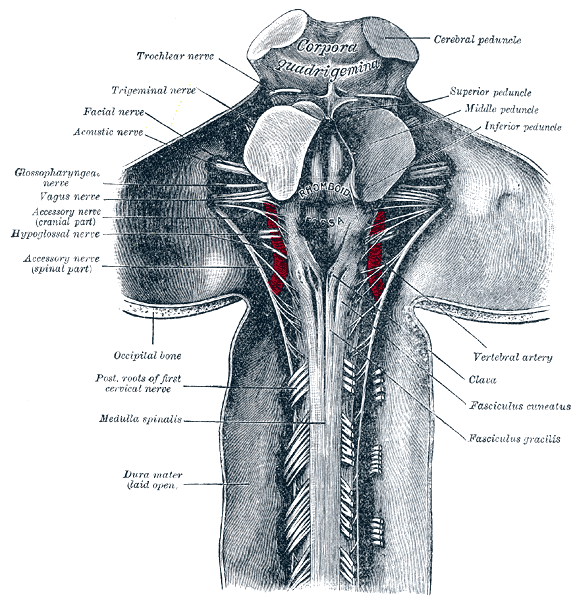
척수, 후뇌, 중간뇌의 윗부분 뒷면.
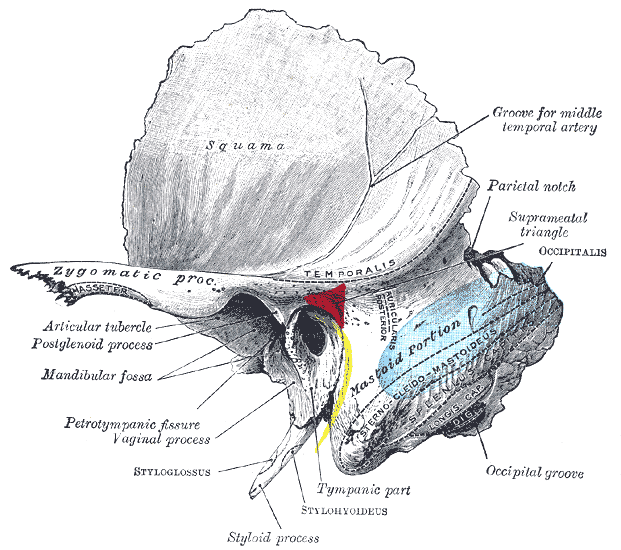
고실굴(빨간색), 가로정맥굴(파란색) 및 얼굴신경(노란색)의 위치를 왼쪽 관자뼈에서 표시한 그림.
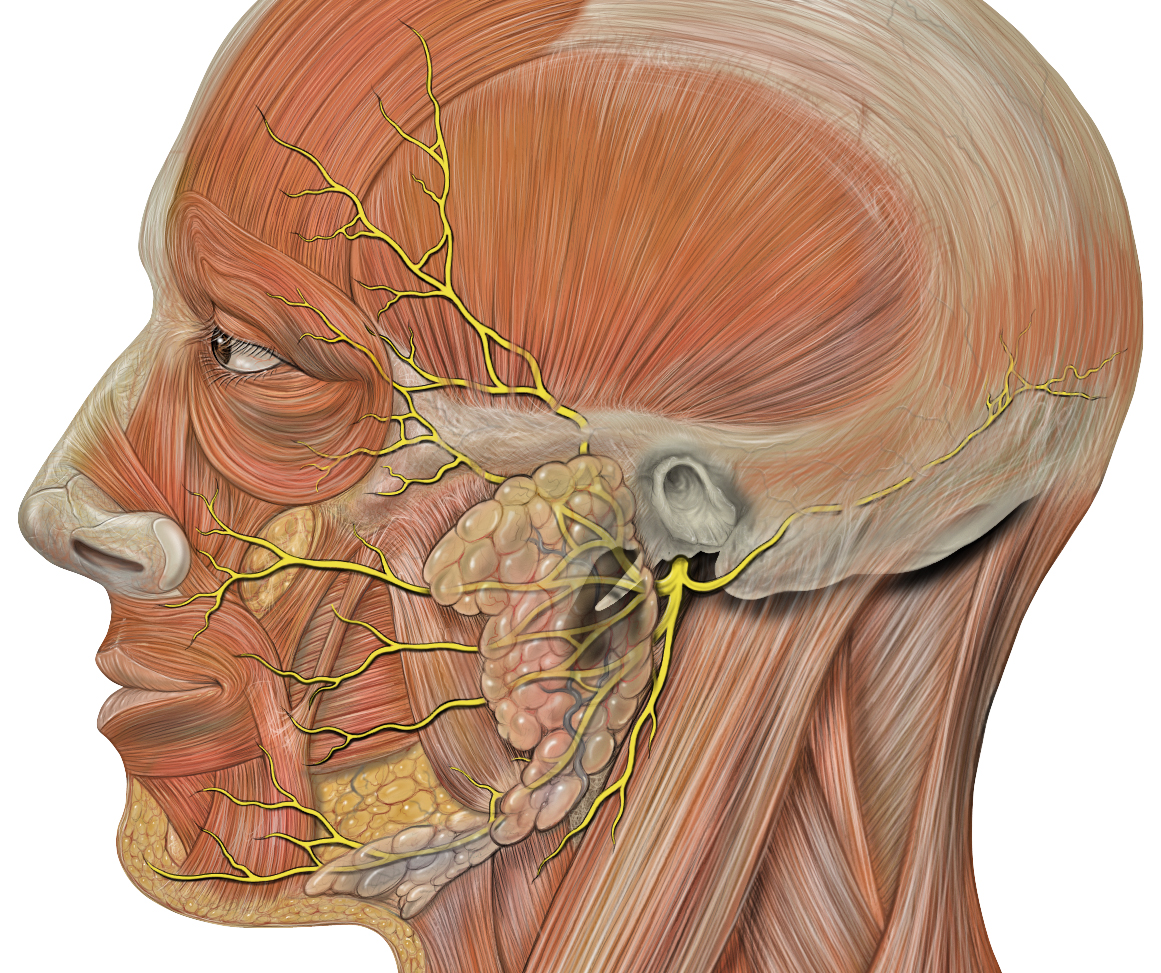
얼굴신경의 가지들.
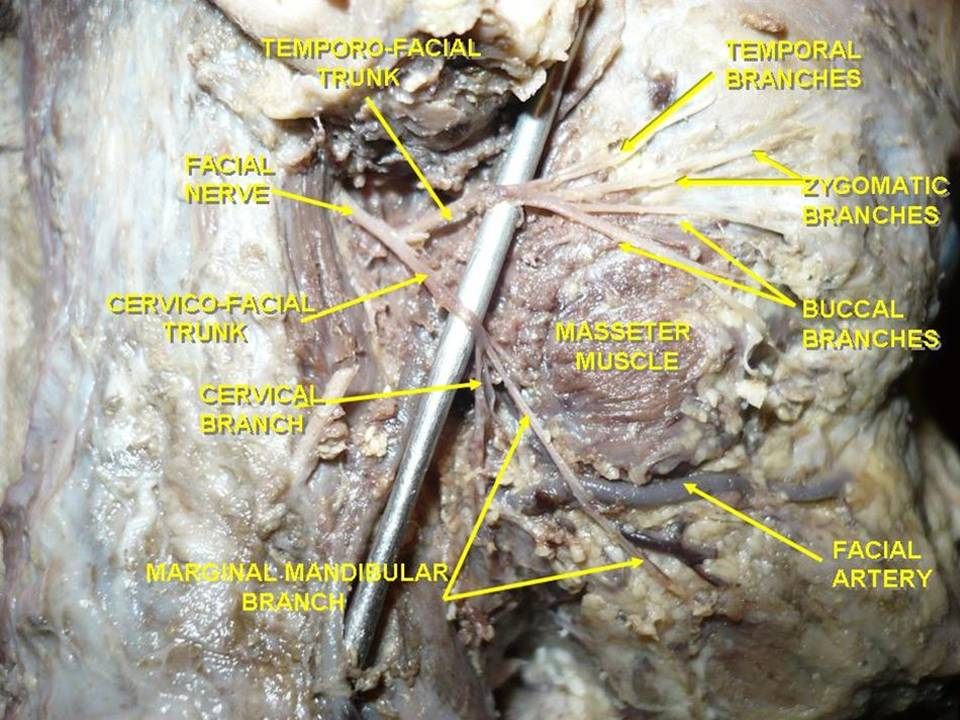
얼굴신경 깊은 곳 해부.

## 참고 문헌
이 문서는 현재 퍼블릭 도메인에 속하는 그레이 해부학 제20판(1918) page 901의 내용을 기초로 작성된 글이 포함되어 있습니다.